# Viscacharåtta
Viscacharåtta (Octomys mimax) är en art i familjen buskråttor och den enda arten i släktet Octomys. Trots namnet är den inte närmare släkt med viscachan.
Djuret når en kroppslängd mellan 14 och 18 centimeter och därtill kommer en 13 till 16 centimeter lång svans som sluter i en yvig pensel. Vikten varierar mellan 120 och 145 gram. Pälsen har på ovansidan en ljusbrun färg och buken samt fötterna är vitaktiga.
Arten förekommer bara i nordvästra Argentina i provinserna Catamarca, La Rioja, San Juan och norra Mendoza. Habitatet utgörs av bergstrakter och stäpper, alltså huvudsakligen torra områden.
Det är inte mycket känt om viscacharåttans levnadssätt. Den är aktiv på natten och vilar på dagen i underjordiska bon. Djuret är växtätare och honorna har flera kullar med ungar per år.
Arten är ganska sällsynt, men troligtvis beror detta inte på människans påverkan. IUCN listar viscacharåttan som livskraftig men nyare data behövs.